# Remo Segnana
Remo Segnana (Borgo Valsugana, 10 dicembre 1925 – Trento, 17 giugno 2018) è stato un politico italiano.
Esponente storico di lungo corso della DC trentina, consigliere provinciale dal 1956 al 1968, è stato assessore provinciale all'Agricoltura dal 1960 al 1964 nella giunta Kessler, assessore regionale e senatore della Repubblica per quattro legislature dal 1968 al 1983.